# Yannick Hanfmann
Yannick Hanfmann (* 13. listopadu 1991 Karlsruhe) je německý profesionální a sluchově postižený tenista. Ve své dosavadní kariéře na okruhu ATP Tour nevyhrál žádný turnaj. Na challengerech ATP a okruhu ITF získal jedenáct titulů ve dvouhře a čtyři ve čtyřhře.
Na žebříčku ATP byl ve dvouhře nejvýše klasifikován v červenci 2023 na 45. místě a ve čtyřhře v únoru 2024 na 112. místě. Trénuje ho Argentinec Juan Pablo Brzezicki.
V německém daviscupovém týmu debutoval v roce 2017 lisabonskou světovou baráží proti Portugalsku, v níž prohrál závěrečnou dvouhru s Joãem Dominguesem. Němci přesto zvítězili 3:2 na zápasy. Do září 2024 v soutěži nastoupil ke dvěma mezistátním utkáním s bilancí 1–1 ve dvouhře a 0–0 ve čtyřhře.

## Soukromý život
Narodil se roku 1991 v Karlsruhe do rodiny lékaře Stephena a pedagožky Karin Hanfmannových. Tenis začal hrát v pěti letech. Narodil se s částečnou, oboustrannou ztrátou sluchu. V roce 2019 nedoslýchavý tenista uvedl, že slyší přibližně na 60 %. Po ukončení karlsruhského Gymnázia Otty Hahna vystudoval v letech 2011–2015 mezinárodní vztahy na Univerzitě Jižní Kalifornie. Během akademické tenisové dráhy se v univerzitním týmu USC Trojans stal dvojnásobným vítězem národního šampionátu NCAA.

## Tenisová kariéra
Na okruhu ATP Tour debutoval antukovým BMW Open 2017 v Mnichově, kde jako 273. hráč žebříčku prošel kvalifikační soutěží. Přes Geralda Melzera a osmého nasazeného Thomaze Bellucciho  postoupil do čtvrtfinále dvouhry, v němž nestačil na osmnáctého muže klasifikace Roberta Bautistu Aguta. O tři týdny později, v závěru května 2017, podlehl v prvním kariérním finále challengeru Litevci Ričardasu Berankisovi v kazachstánském  Šymkentu.

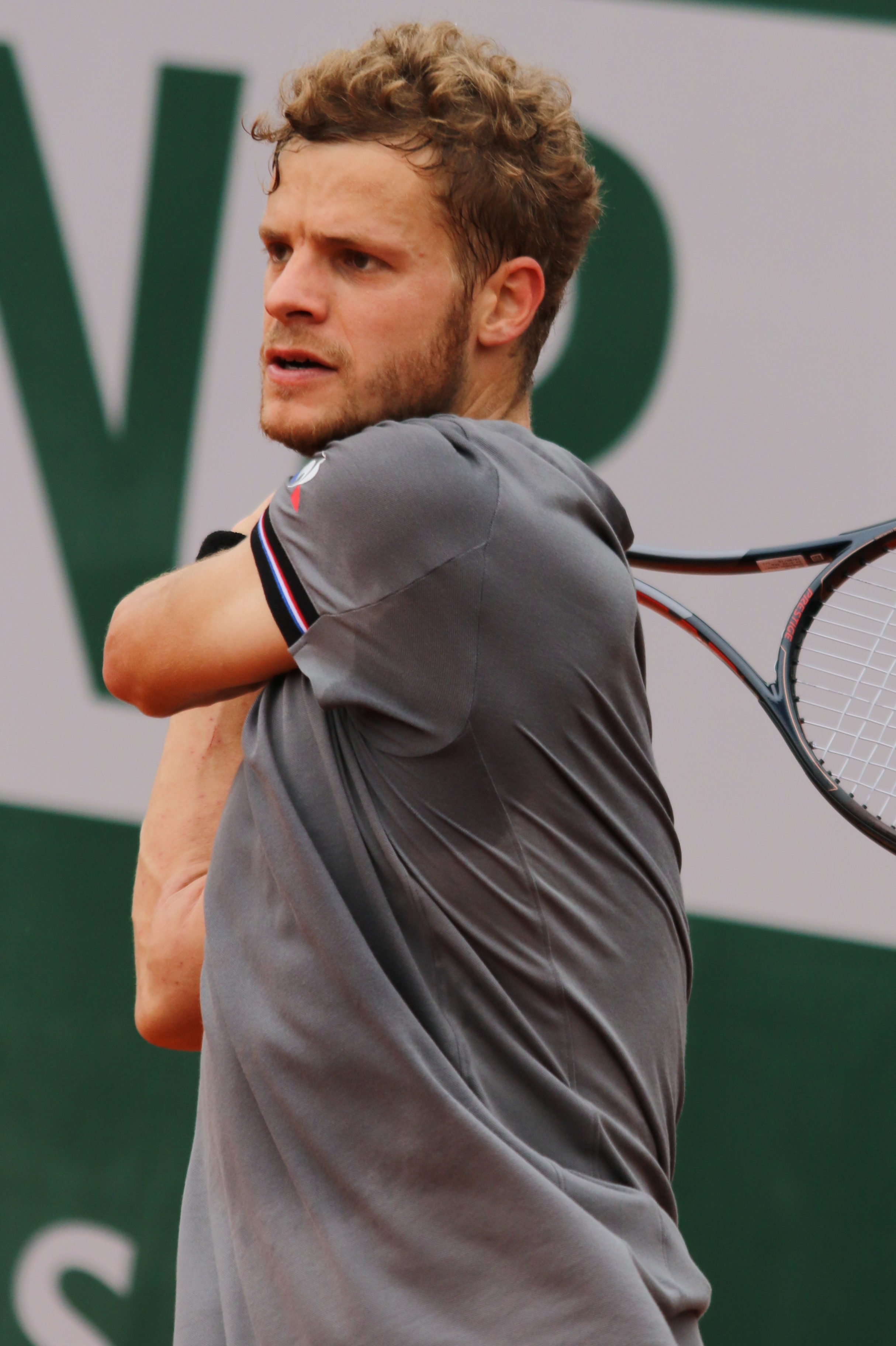
Hanfmann v kvalifikaci French Open 2019

Z kvalifikace až do finále turnaje ATP Tour se jako 170. hráč žebříčku probojoval na červencovém Swiss Open Gstaad 2017, kde hrál teprve třetí hlavní soutěž okruhu. Ve druhém kole premiérově porazil člena světové třicítky, dvacátého sedmého Feliciana Lópeze obhajujícího titul. Následně vyřadil osmého nasazeného Joãa Sousu a v semifinále odvrátil čtyři mečboly Nizozemci Robinu Haasemu. V boji o titul jej zdolal třicátý první hráč světa Fabio Fognini po dvousetovém průběhu. První challengerovou trofej si odvezl z bavorského Ismaningu, kde v říjnu 2017 ovládl halový Wolffkran Open. Do závěrečného duelu postoupil přes krajana Dustina Browna a v něm přehrál Itala Lorenza Sonega z třetí světové stovky.
Průnik mezi sto nejlepších tenistů zaznamenal 16. července 2018 po triumfu na challengeru Sparkassen Open v Braunschweigu, když mu na žebříčku ATP patřila 99. příčka. Debut v hlavní soutěži nejvyšší grandslamové kategorie zaznamenal v mužském singlu US Open 2018. V pěti předchozích grandslamových kvalifikacích neprošel do dvouhry. V úvodním kole však nenašel recept na krajana Philippa Kohlschreibera. Druhé kariérní finále ATP si zahrál na antukovém Generali Open Kitzbühel 2020, v němž nestačil na 21letého Srba Miomira Kecmanoviće. Na turnaji musel jako při první finálové účasti projít kvalifikací. O týden později na Hamburg European Open 2020 poprvé zdolal člena elitní světové desítky, devátého v pořadí Gaëla Monfilse. Ve druhém utkání vypadl s Chilanem Cristianem Garínem figurujícím na dvacáté druhé příčce. Do třetího kola Mastersu se premiérově probojoval přes Musetiho na Mutua Madrid Open 2023, kde nastoupil teprve do druhé hlavní soutěže mistrovské kategorie. První odehrál na Miami Open 2021. Ve třetí madridské fázi však nestačil na šťastného poraženého z kvalifikace Daniela Altmaiera, jemuž patřila 92. příčka.

## Finále na okruhu ATP Tour
| Legenda                   |
| ------------------------- |
| D – dvouhra; Č – čtyřhra  |
| Grand Slam (0)            |
| Turnaj mistrů (0)         |
| ATP Tour Masters 1000 (0) |
| ATP Tour 500 (0)          |
| ATP Tour 250 (0–2 D)      |

### Dvouhra: 2 (0–2)
| Stav      | č. | datum         | turnaj              | povrch | soupeř ve finále  | výsledek |
| --------- | -- | ------------- | ------------------- | ------ | ----------------- | -------- |
| Finalista | 1. | červenec 2017 | Gstaad, Švýcarsko   | antuka | Fabio Fognini     | 4–6, 5–7 |
| Finalista | 2. | září 2020     | Kitzbühel, Rakousko | antuka | Miomir Kecmanović | 4–6, 4–6 |

## Tituly na challengerech ATP a okruhu ITF
| Legenda                |
| ---------------------- |
| Challengery (6 D; 2 Č) |
| ITF (5 D; 2 Č)         |

### Dvouhra (11 titulů)
| Č. | datum         | turnaj                    | povrch      | poražený finalista      | výsledek           |
| -- | ------------- | ------------------------- | ----------- | ----------------------- | ------------------ |
| 1. | srpen 2014    | Karlsruhe, Německo        | antuka      | Jan Choinski            | 7–5, 6–1           |
| 2. | srpen 2015    | Friedberg, Německo        | antuka      | Gavin van Peperzeel     | 6–2, 6–2           |
| 3. | leden 2016    | Long Beach, Spojené atáty | tvrdý       | Michael Mmoh            | 6–4, 6–0           |
| 4. | červenec 2016 | Kramsach, Rakousko        | antuka      | Stefanos Tsitsipas      | 6–4, 6–4           |
| 5. | červenec 2016 | Kassel, Německo           | antuka      | Julian Lenz             | 7–6(7–5), 6–1      |
| 1. | říjen 2017    | Ismaning, Německo         | koberec (h) | Lorenzo Sonego          | 6–4, 3–6, 7–5      |
| 2. | červen 2018   | Šymkent, Kazachstán       | antuka      | Roberto Cid Subervi     | 7–6(7–3), 4–6, 6–2 |
| 3. | červenec 2018 | Braunschweig, Německo     | antuka      | Jozef Kovalík           | 6–2, 3–6, 6–3      |
| 4. | červenec 2019 | Ludwigshafen, Německo     | antuka      | Filip Horanský          | 6–3, 6–1           |
| 5. | srpen 2019    | Augsburg, Německo         | antuka      | Emil Ruusuvuori         | 2–6, 6–4, 7–5      |
| 6. | srpen 2020    | Todi, Itálie              | antuka      | Bernabé Zapata Miralles | 6–3, 6–3           |

### Čtyřhra (4 tituly)
| Č. | datum       | turnaj                     | povrch | spoluhráč      | poražení finalisté              | výsledek                   |
| -- | ----------- | -------------------------- | ------ | -------------- | ------------------------------- | -------------------------- |
| 1. | červen 2013 | Quintana Roo, Mexiko       | tvrdý  | Jonas Lütjen   | Alejandro Figueroa José Pereira | 6–7(2–7), 7–6(7–3), [10–8] |
| 2. | leden 2017  | Los Angeles, Spojené státy | tvrdý  | Roberto Quiroz | Luke Bambridge Joe Salisbury    | 3–6, 6–4, [10–8]           |
| 1. | duben 2018  | Panamá, Panama             | antuka | Kevin Krawietz | Nathan Pasha Roberto Quiroz     | 7–6(7–4), 6–4              |
| 2. | duben 2018  | Ciudad de México, Mexiko   | antuka | Kevin Krawietz | Luke Bambridge Jonny O'Mara     | 6–2, 7–6(7–3)              |